# Хантер, Рэйчел
Рэ́йчел Ха́нтер (англ. Rachel Hunter; г.р. 1969) — новозеландская актриса и фотомодель.

## Биография
Рэйчел Хантер родилась 9 сентября 1969 года в городе Окленд (Новая Зеландия). Её родители развелись, когда она была маленькой. С раннего детства Рэйчел мечтала стать балериной, но планы пришлось отложить в связи с заболеванием крови и долгой реабилитацией.
В 1986 году, в 17-летнем возрасте, начала карьеру фотомодели. Также снималась в кино и работала журналистом. В настоящее время является судьёй на музыкальном шоу «New Zealand’s Got Talent».
В 1990—2006 года Рэйчел была замужем за музыкантом Родом Стюартом (род.1945). У бывших супругов есть двое детей — дочь Рене Стюарт (род.01.06.1992) и сын Лиам МакАлистер Стюарт (род.04.09.1994).

## Избранная фильмография
| Год  |   | Русское название         | Оригинальное название      | Роль              |
| ---- | - | ------------------------ | -------------------------- | ----------------- |
| 2010 | с | 10 причин моей ненависти | 10 Things I Hate About You | в роли самой себя |